# Вест Видео
«Вест Видео» — бывшая российская независимая дистрибьюторская кинокомпания. Основана в 1994 году. Одной из первых стала выпускать лицензионные фильмы на VHS и DVD, а также на Blu-ray в HD-формате.

## История
Первоначальный капитал фирмы был сформирован за счет розничной торговли видеокассетами на стихийном рынке в Филевском парке города Москва (т.н. «Горбушка»)
Видеокассеты от «Вест Видео» выпускались с 1994 по 2004 год. Фильмы, выпущенные на кассетах до 1999 года, были исключительно в одноголосых переводах Андрея Гаврилова, Павла Санаева, Петра Карцева и Вартана Дохалова (до 1995 года), а с 2000 года фильмы стали дублировать или делать к ним закадровые переводы.
Согласно данным «Бюллетеня кинопрокатчика», десятку самых кассовых релизов компании составляют четыре сиквела «Сумерек», третья и четвёртая части франшизы «Шаг вперёд», кинокартины «Волк с Уолл-стрит», «Сайлент Хилл 2», «Парфюмер: История одного убийцы», а также мультфильм «Гномео и Джульетта».
В 2015 году поступило обращение в суд о признании компании банкротом.